# Мостовая (Иркутская область)
Мостовая — деревня в Казачинско-Ленском районе Иркутской области России. Входит в состав Ключевского муниципального образования. Находится примерно в 10 км к юго-востоку от районного центра.

## Население
По данным Всероссийской переписи, в 2010 году в деревне проживало 19 человек (13 мужчин и 6 женщин).